# Marco Emilio Lepido
Marco Emilio Lepido (in latino: Marcus Aemilius Lepidus; Roma, 90 a.C. circa – San Felice Circeo, 13 a.C.) è stato un politico e militare romano, membro del secondo triumvirato assieme a Ottaviano Augusto e Marco Antonio. Ricoprì più volte gli incarichi di console (46 e 42), pretore (49-7), propretore (47-46) e proconsole (43-40 e 38-36), inoltre succedette a Cesare come ultimo pontefice massimo della Repubblica romana (44-13) e fu l’ultimo Magister Equitum (46-4), nonché Interrex (52).
Con la sua morte tutti i poteri andarono a concentrarsi nella figura dell'Imperatore, ruolo ricoperto per primo da Augusto.
Insieme a Ottaviano e Marco Antonio fondò il secondo triumvirato, un accordo secondo il quale a Lepido spettò il proconsolato sulle province di Gallia Narbonense, Spagna Citeriore e Spagna Ulteriore, dopo gli accordi di Brindisi del 40 a.C. Lepido divenne proconsole in Africa Vetus. Dopo aver sconfitto Sesto Pompeo, assieme a Ottaviano, fu abbandonato dalle sue stesse truppe e fu esautorato dalla carica di triumviro per divenire pontefice massimo, fino alla sua morte nel 12 a.C.

## Biografia
Appartenente a un'antica famiglia patrizia, era figlio dell'omonimo Marco Emilio Lepido e fratello del console Lucio Emilio Paolo.
Nel 52 a.C., subito dopo la morte di Publio Clodio Pulcro, fu nominato interrex dal Senato perché convocasse i comitia centuriata. Roma però si trovava in uno stato di anarchia e Lepido rifiutò la convocazione dei comizi per l'elezione dei consoli; per tale motivo la sua casa venne assediata dai partigiani di Clodio e lui a stento riuscì a salvarsi.
Successivamente compì un rapido cursus honorum che lo vide pretore nel 49 a.C., governatore della Spagna Citeriore nel 48-47 a.C. e console nel 46 a.C. grazie all'appoggio di Gaio Giulio Cesare. Negli anni 46-44 a.C. la collaborazione con Cesare divenne ancora più stretta con la nomina di Lepido a magister equitum, seconda carica dello Stato in quegli anni. Fu l’ultimo romano a ricoprire quest’incarico mantenendo poteri militari.
Alla morte di Cesare nel 44 a.C. Lepido era a Roma con una legione, fatto che lo poneva in una situazione di netto vantaggio potendo minacciare vendetta nei confronti dei cesaricidi. Lepido durante la Guerra di Modena si trovava in Spagna a capo di quattro legioni e il suo potere militare era di gran lunga il più consistente fra i possibili alleati di Antonio.
Appoggiò e sostenne Marco Antonio che gli conferì la più alta carica religiosa lasciata vacante dall'assassinio di Cesare, quella di pontifex maximus.
Con l'arrivo a Roma dell'erede di Cesare, Ottaviano, Lepido seguì le sorti di Marco Antonio presentandosi come garante fra i due contendenti alla successione del defunto dittatore e, nell'accordo stretto a Bologna e passato alla storia come Secondo triumvirato, mediante la spartizione delle province a seguito del triumvirato, governò la Gallia Narbonense e le due Spagne, successivamente l'Africa settentrionale.
Fu console per la seconda volta nel 42 a.C., e proconsole l’anno seguente. Nel 40 a.C., con la pace di Brindisi, ottenne le province africane e asiatiche dalla divisione della repubblica con gli altri triumviri, sempre con la carica di proconsole (nuovamente confermata nel 38 a.C.).
Durante la battaglia di Filippi rimase di guardia a Roma.
Lepido, dopo aver aiutato Ottaviano nella lotta contro Sesto Pompeo, pretese per sé il possesso della Sicilia, ma fu abbandonato dalle sue stesse truppe e poi esautorato del suo titolo di triumviro. Lepido si ritirò allora a vita privata in una villa sul Circeo, mantenendo tuttavia la carica di pontefice massimo fino alla morte, avvenuta nel 13 a.C.. Da un certo punto di vista la sua morte segna la fine dell'Epoca Repubblicana, essendo stato lui l'unico altro uomo rimasto ad avere poteri considerevoli (pur venendo marginalizzato) oltre ad Augusto.
Sposato con Giunia, sorella di Marco Giunio Bruto, ebbe da lei due figli maschi: Marco e Quinto.